# Esteban de Larramendi
Esteban de Larramendi (Corona de Castilla, Monarquía Hispánica c. 1670 - Santiago de Guatemala c. 1750) fue un español que ejerció el cargo de alcalde mayor de San Salvador desde 1715 a 1718.

## Biografía
Estebán de Larramendi nació en la Corona de Castilla de la Monarquía Hispánica por la década de 1670; se trasladaría a residir a Santiago de Guatemala, donde contraería matrimonio con Isabel María de Corrada y Guevara.
El 8 de enero de 1716 el presidente-gobernador y capitán general de Guatemala Toribio José de Cosío y Campa le designó como  alcalde mayor de San Salvador, debido al fallecimiento de su predecesor Pedro de Oyanarte; siendo dicho nombramiento aprobado por el rey Felipe V el 17 de enero de ese año. El 25 de enero, los oficiales de la real hacienda de Guatemala certificaban que Larramendi había pagado la respectiva media anata, y las fianzas de recaudación de tributos, papel sellado y bienes difunto; y el 27 de enero sería juramentado por la Real Audiencia de Guatemala, tomando posesión de ese cargo poco tiempo después.
Ejercería el cargo de alcalde mayor hasta el año de 1718, luego de lo cual retornaría a Santiago de Guatemala. Posteriormente, en 1734 un navío de su propiedad fue uno de los que transportó botijas de vino desde el Virreinato del Perú, debido a la escasez de dicho líquido en las iglesias y al permiso del virrey de Nueva España (ya que para entonces estaba prohibido comerciar con Perú); dicha información proviene de un escrito del oidor Arana ante el ayuntamiento guatemalteco el 14 de noviembre de 174, donde también menciona que para entonces Larramendi aún seguía vivo; siendo esto lo último que se sabe de él, probablemente fallecería por la década de 1750.